# Cove, Oregon
Cove är en ort i Union County i Oregon. Enligt 2020 års folkräkning har Cove 620 invånare.